# Francisco José Gomes Monteiro
Francisco José Gomes Monteiro (1773-1824), fundador da casa comercial “Fonseca e Monteiro” com filial em Londres, em 1822.

## Biografia
Francisco José Gomes Monteiro (1773-1824), homem bem relacionado com a Igreja era considerado um dos "principais e mais inteligentes negociantes da praça do Porto” .  Facultou aos seus filhos uma boa educação, encaminhando-os para os estudos em Coimbra e em Inglaterra. 
Fundador da casa comercial “Fonseca e Monteiro” constituiu dois anos antes de morrer, em 1822, uma filial, em Londres, com a denominação “Fonseca, Monteiro e Guimarães”, na qual participavam como seus sócios Manuel Pedro Guimarães e João dos Santos Fonseca. Para a gerir foi colocado, nessa cidade, o seu filho Carlos Eduardo Gomes Monteiro. 
A casa comercial do Porto, apoiada nesta filial e através de agentes em diversos portos, estendeu, os seus negócios, inicialmente concentrados, sobretudo, no vinho do Porto e depois alargados a outros bens e serviços, a vários pontos do mundo. 
Durante o período da guerra civil portuguesa, a firma veio a assumir um papel relevante no apoio aos exilados liberais, e no financiando ao esforço de guerra, através da aquisição de barcos paro o transporte de tropas e material.   
A sua morte ocorreu em 1824, tendo ficado à cabeça dos negócios, sua mulher D. Maria Angélica de Andrade.

## Família

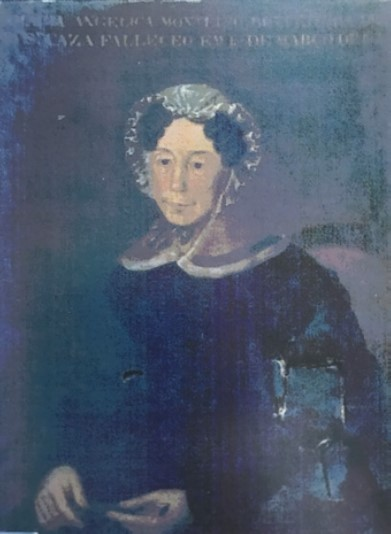
D. Maria Angélica do Prado de Andrade, retrato a óleo sobre tela (fotografia do original da colecção da Santa Casa da Misericórdia do Porto)

Era filho de João Monteiro e de D. Catarina Ribeiro de Faria, naturais de Barrosas, e neto, pela parte materna, de Domingos Ribeiro e D. Maria de Faria, senhores da casa da Pousada, em Santa Eulália de Barrosas (meados do século XVII). Casou, a primeira vez, com D. Maria Teodora Monteiro (ou do Valle), de quem teve dois filhos: Francisco (n. 1803) e Maria; e, segunda vez, com D. Maria Angélica do Prado de Andrade,  “senhora de raras virtudes e espírito elevado”,  de cujo casamento nasceram seis filhos: o erudito José Gomes Monteiro, Carlos Eduardo, Joaquim José Gomes Monteiro que casou com D. Maria Hermínia Gomes de Castro, filha dos 1ºs Viscondes de Castro; o poeta Alexandre José Gomes Monteiro, Henrique José Gomes Monteiro que veio a casar com D. Isabel Maria Gomes de Castro, igualmente, filha dos 1ºs viscondes de Castro ; e D. Emília Angélica, viscondessa da Junqueira, pelo seu casamento com José Dias Leite Sampaio.  